# فدریسپیتز
فدریسپیتز (به لاتین: Federispitz) یک کوه در سوئیس است که در کانتون سنت گالن واقع شده‌است. فدریسپیتز ۱٬۸۶۵ متر بالاتر از سطح دریا واقع شده‌است.